# Antonio Pimentel y Toledo
Antonio Pimentel y Toledo (Valladolid, Castella ? - Regne de Sicília, 1627) va ser un noble castellà, IV marquès de Távara i II comte de Villada. Fou virrei de València entre 1618 i 1622, i de Sicília entre 1626 i 1627.
Va formar part de la cambra de Felip III de Castella i del Consejo de las Órdenes. Va ser comendador de Belvís de la Sierra i cavaller de l'Orde d'Alcántara.
En 1600 es va casar amb Isabel de Moscoso, filla de Lope de Moscoso Osorio. D'aquest matrimoni van nàixer sis fills. El seu hereu fou el seu fill Enrique Enríquez Pimentel, que va heretar el títol de marquès de Távara i comte de Villada.